# Santaella
Santaella település Spanyolországban, Córdoba tartományban. Santaella Aguilar de la Frontera, Puente Genil, Estepa, Écija, La Carlota, La Rambla és Montalbán de Córdoba községekkel határos. Lakosainak száma 4655 fő (2024).

## Népesség
A település népessége az elmúlt években az alábbi módon változott:
| Lakosok száma | 5901 | 5938 | 6002 | 6090 | 6130 | 6097 | 6079 | 4629 | 4611 | 4655 |
|               | 2001 | 2004 | 2006 | 2009 | 2011 | 2014 | 2016 | 2019 | 2021 | 2024 |